# Ambjörnarp
Ambjörnarp är en tätort i Tranemo kommun och kyrkbyn i Ambjörnarps socken i Västergötland.

## Befolkningsutveckling
| Befolkningsutvecklingen i Ambjörnarp 1965–2020 | Befolkningsutvecklingen i Ambjörnarp 1965–2020 | Befolkningsutvecklingen i Ambjörnarp 1965–2020 | Befolkningsutvecklingen i Ambjörnarp 1965–2020 | Befolkningsutvecklingen i Ambjörnarp 1965–2020 |
| ---------------------------------------------- | ---------------------------------------------- | ---------------------------------------------- | ---------------------------------------------- | ---------------------------------------------- |
|                                                |                                                |                                                |                                                |                                                |
| År                                             |                                                |                                                | Folkmängd                                      | Areal (ha)                                     |
| 1965                                           | 1965                                           |                                                | 275                                            |                                                |
| 1970                                           | 1970                                           |                                                | 291                                            |                                                |
| 1975                                           | 1975                                           |                                                | 292                                            |                                                |
| 1980                                           | 1980                                           |                                                | 286                                            |                                                |
| 1990                                           | 1990                                           |                                                | 305                                            | 84                                             |
| 1995                                           | 1995                                           |                                                | 317                                            | 86                                             |
| 2000                                           | 2000                                           |                                                | 303                                            | 86                                             |
| 2005                                           | 2005                                           |                                                | 284                                            | 86                                             |
| 2010                                           | 2010                                           |                                                | 270                                            | 86                                             |
| 2015                                           | 2015                                           |                                                | 301                                            | 102                                            |
| 2020                                           | 2020                                           |                                                | 300                                            | 98                                             |
| Anm.: Ny tätort 1965                           |                                                |                                                |                                                |                                                |

## Samhället
I byn ligger Ambjörnarps kyrka.
Ambjörnarp hade även Sveriges äldsta cykelaffär och Sveriges dyraste utedass som passande nog invigdes av komikerparet Stefan och Krister. Utedasset är en del av den bevarade stationsmiljön, från vilken man kan cykla dressin på den nedlagda järnvägen Västra Centralbanan till Sjötofta (7 km söderut).

## Sport
Ambjörnarp har en vattenskidanläggning där flera stora evenemang ägt rum, däribland flera svenska mästerskap i vattenskidor och nordiska mästerskapen i vattenskidor 1997.
Ambjörnarps IF bildades 1928. Hemmaplanen är Ekelid som har en hög naturläktare med en liten takläktare. Fotbollen har legat vilande sedan säsongen 2012.